# Josep Solervicens i Bo
Josep Solervicens i Bo és professor de literatura a la Universitat de Barcelona i ha estat professor convidat a l'Institut für Romanische Philologie de la Freie Universität Berlin (2004-2006). La seva tasca docent i investigadora se centra en l'anàlisi de poètiques, retòriques i creacions literàries del Renaixement i del Barroc, i en aspectes de teoria de la literatura. Ha estudiat la pervivència durant el Renaixement de dos gèneres literaris d'arrel clàssica, el diàleg i la comèdia, i la creació de gèneres nous a la literatura barroca. Ha analitzat Los col·loquis de Tortosa de Cristòfor Despuig, les peces dramàtiques La vesita de Joan Ferrandis d'Herèdia, Comèdia de Corney, Serafina de Torres Naharro, Tragicomèdia pastoril d'amor, firmesa i porfia de Francesc Fontanella; i proses argumentatives barroques com l'Ateneo de grandesa de Josep Romaguera o la Panegírica alabança a Pau Claris de Francesc Fontanella. Ha estudiat també l'obra literària de Joan Lluís Vives, la biblioteca de la marquesa del Cenete Mencía de Mendoza (1508-1554) i el paper que aquesta dama jugà en la vida intel·lectual valenciana del Renaixement. És investigador principal del grup de recerca consolidat i del projecte d'investigació Mimesi de la Universitat de Barcelona sobre pensament literari a l'Edat Moderna. El 1988 va guanyar el Premi Joan Fuster d'assaig per Ser o no ser: conflictes político-lingüístics al segle XVI. El 1994 l'Institut d'Estudis Catalans (IEC) li atorgà el premi Milà i Fontanals d'investigació per Cristòfor Despuig i el col·loqui durant el Renaixement. Va coordinar l'edició de l'Obra completa de Miquel Batllori, en 19 volums (1992-2004).
Ha dirigit el quart volum de la Història de la literatura catalana (2017), una obra de vuit volums que dirigeix Àlex Broch i en la qual han participat gairebé una setantena de professors.

## Obres
- Ser o no ser : conflictes político-lingüístics al segle XVI. València: Ed. Tres i Quatre (1988)
- Renaixement a la carta. Vic: Ed. Eumo (1996) amb Eulàlia Duran*
- El diàleg renaixentista. Joan Lluís Vives, Cristòfor Despuig, Lluís del Milà, Antoni Agustín. Barcelona: Publicacions de l'Abadia de Montserrat (1997) [ressenyes d'Amadeu Viana a Llengua & Literatura, núm. 9 (1988), p. 543-547; de Roger Friedlein a Notas, núm. 6 (Frankfurt, 1999), p. 46-50 i d'Anna Maria Annicchiarico a Rassegna iberistica, núm. 66 (Roma, 1999), pp. 91–97]
- Literatura catalana moderna: el Renaixement (2000)
- Bibliografia de Miquel Batllori. València: Ed. Tres i Quatre (2004)
- Edició crítica i anotació de Cristòfol Despuig, Los col·loquis de la insigne ciutat de Tortosa. Barcelona: Publicacions de l'Abadia de Montserrat (2011), amb Enric Querol
- La poètica renaixentista a Europa, una recreació del llegat clàssic. Barcelona: Ed. Punctum (2011), amb Antoni Lluís Moll
- La poètica del Barroc. Textos teòrics catalans. Barcelona: Ed. Punctum (2012) [ressenya de Gonzalo Pontón a Els Marges, núm. 105 (2015), p. 125-127]
- La poètica europea de la il·lustració, raó & cànon. Barcelona: Ed. Punctum (2014), amb Antoni Lluís Moll
- Història de la literatura catalana, volum.IV . Barcelona: Enciclopèdia Catalana, Editorial Barcino i Ajuntament de Barcelona (2017), direcció del volum IV